# Palník
Palník (Anagyris) je rod rostlin z čeledi bobovité (Fabaceae). Zahrnuje 2 druhy keřů, rozšířené ve Středomoří, jihozápadní Asii a na Kanárských ostrovech. Palníky jsou opadavé keře s trojčetnými listy a žlutými motýlovitými květy v chudých květenstvích. Palník páchnoucí (Anagyris foetida) je charakteristická složka středomořské vegetace. Celá rostlina při rozemnutí výrazně páchne.

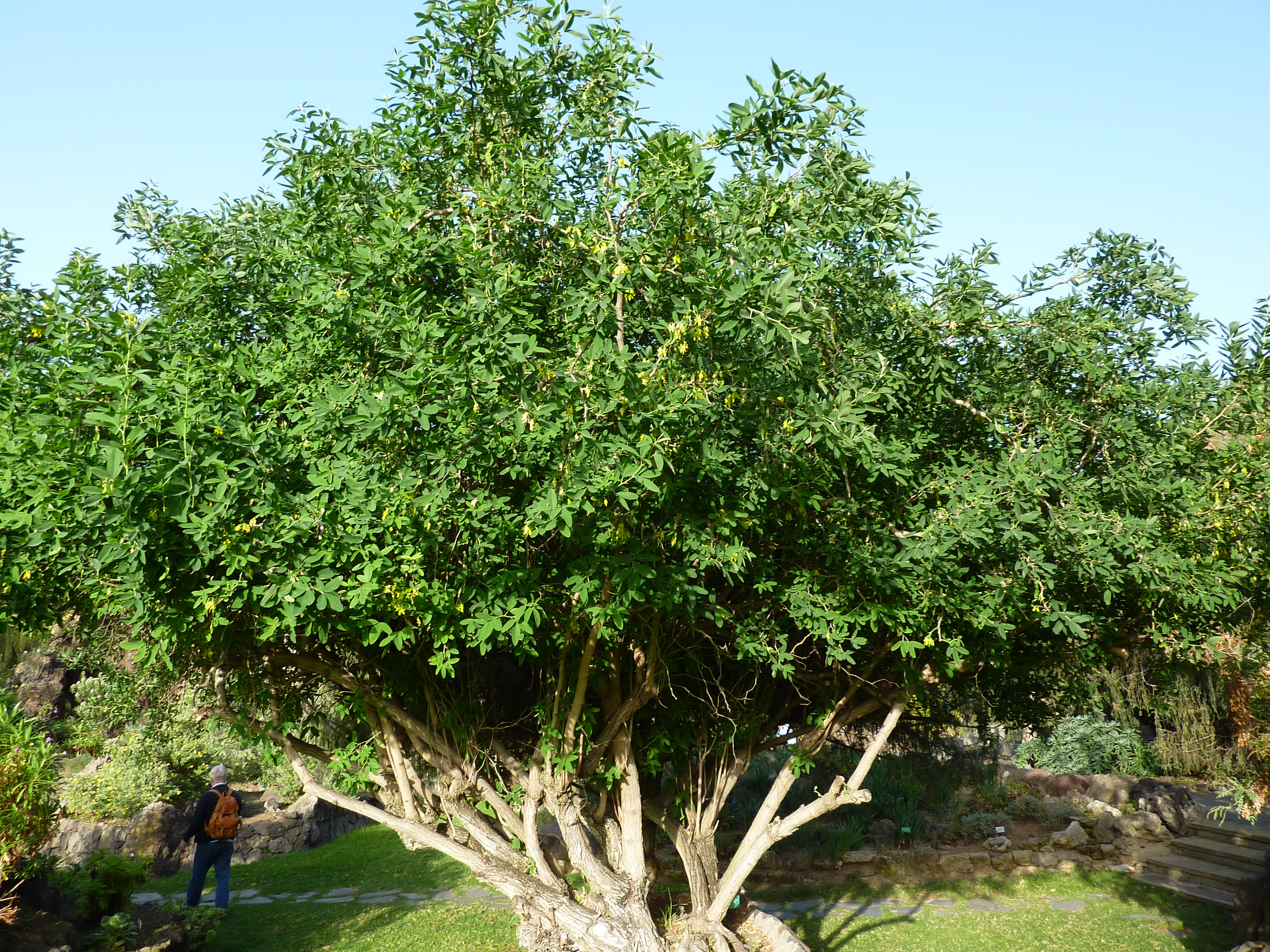
Palník Anagyris latifolia

## Popis
Palníky jsou opadavé nebo poloopadavé beztrnné keře se zelenými letorosty, dorůstající výšky až 5 metrů. Listy jsou trojčetné, střídavé, řapíkaté, s celokrajnými krátce řapíčkatými lístky. Květy jsou žluté nebo zelenavě žluté, u palníku páchnoucího s hnědavou skvrnou, motýlovité, protáhlé, v krátkém převislém hroznu. Kalich je zvonkovitý, vytrvalý, s 5 nestejnými zuby. Pavéza a křídla jsou mnohem kratší než člunek. Tyčinky jsou volné. Semeník je krátce stopkatý, s mnoha vajíčky a nitkovitou čnělkou zakončenou drobnou vrcholovou bliznou. Lusky jsou ploché, stopkaté, nepravidelně zaškrcované, 10 až 20 cm dlouhé, pukavé. Obsahují několik ledvinovitých semen oddělených přehrádkami.

## Rozšíření
Rod palník zahrnuje 2 druhy. Palník páchnoucí (Anagyris foetida) je rozšířen v celém Středomoří, kde tvoří charakteristickou součást středomořské keřovité vegetace, známé jako makchie. Na východ je rozšířen až po Saúdskou Arábii a Irák. Palník Anagyris latifolia je endemit Kanárských ostrovů. Je veden v Červeném seznamu ohrožených druhů IUCN jako kriticky ohrožený. Celkový počet volně rostoucích dospělých rostlin je méně než 400 kusů.

## Ekologické interakce
Palník páchnoucí je opylován zejména ptáky. Je schopen samosprášení, kterému je ovšem zabraňováno tím, že pyl může klíčit na povrchu blizny až po jejím narušení opylovačem. Způsob opylování Anagyris latifolia nebyl do hloubky studován, jako opylovači jsou uváděni ptáci nebo hmyz.

## Taxonomie
Do rodu Anagyris byly v minulosti řazeny i další druhy, zařazené v současné taxonomii v rodech Thermopsis a Piptanthus. V roce 1825 byl dokonce popsán jerlín japonský (Styphnolobium japonicum, syn. Sophora japonica) jako Anagyris chinensis.

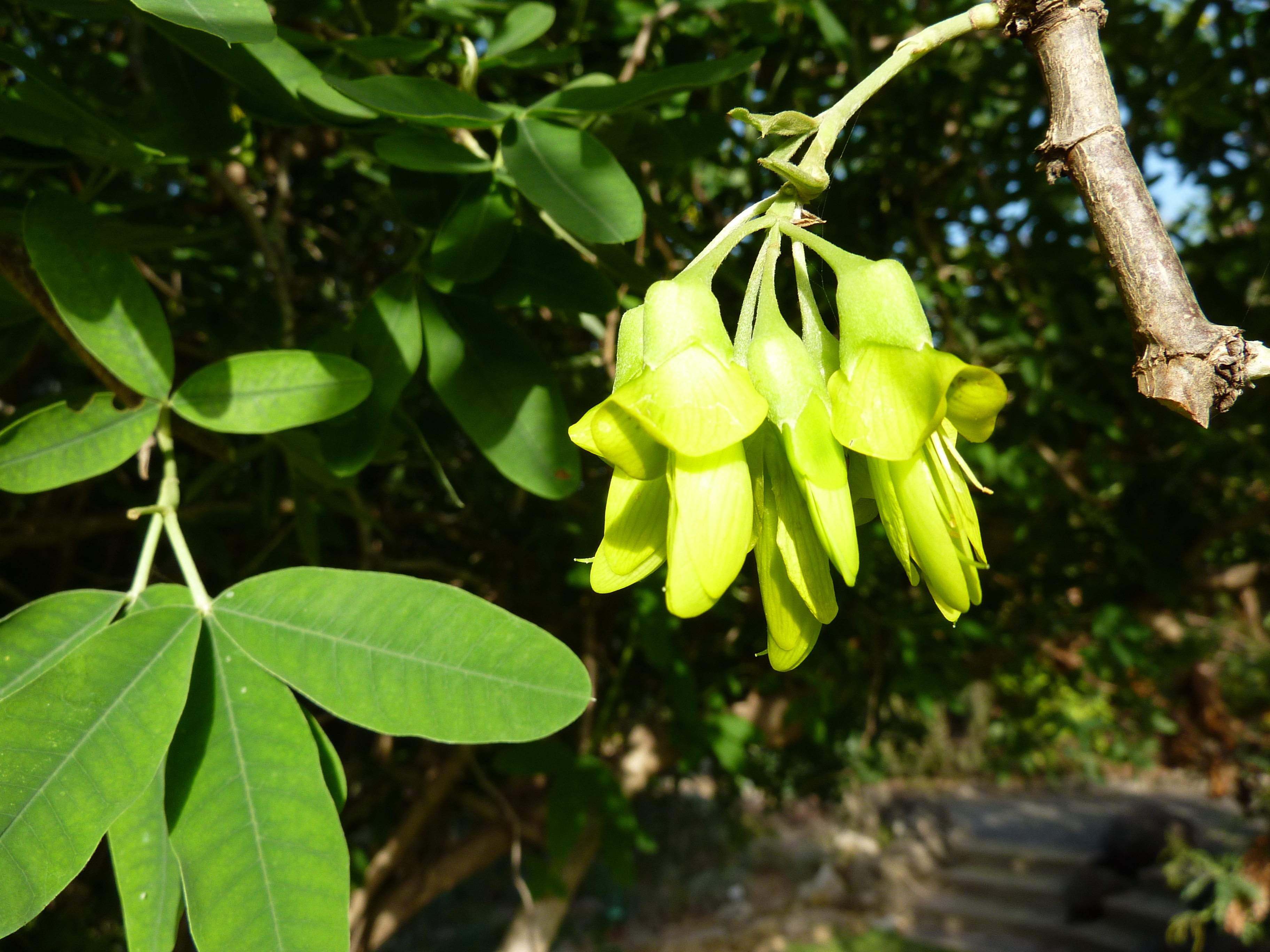
Květenství palníku Anagyris latifolia

## Obsahové látky
Palníky jsou jedovaté rostliny. Palník páchnoucí obsahuje alkaloidy, zejména cytisin, methylcytisin, spartein a anagyrin. Semena mají dávivý účinek, listí je jedovaté pro dobytek.

## Zástupci
- palník páchnoucí (Anagyris foetida)

## Význam
Listy palníku páchnoucího jsou prodávány v Řecku a Dalmácii jako projímadlo.
Palník páchnoucí je v ČR občas k vidění ve sbírkách středomořské vegetace botanických zahrad, např. v Pražské botanické zahradě v Tróji.